# Рампхаипханни
Рампхаипханни (тайск. รำไพพรรณี, Ramphaiphanni; ранее Её Светлость Принцесса Рампхаипханни Саватдиватана (тайск.  รำไพพรรณี สวัสดิวัตน์; род. 20 декабря 1904, Бангкок, Сиам — 22 мая 1984, Бангкок, Таиланд) — супруга короля Таиланда Прачадипок (Рама VII). Была коронована 25 февраля 1926 года, оставалась королевой до отречения мужа 2 марта 1935 года.

## Ранняя жизнь

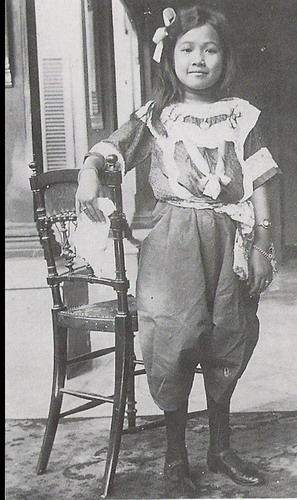
Молодые Рампхаипханни

Принцесса Рампхаипханни родилась в семье принца Саватдисопхона (сын Его Величества короля Монгкута и принцессы Пиам) и принцессы Апхапханни. Она получила прозвище Принцесса На (тайск. ท่านหญิงนา, Thanying Na). В возрасте двух лет её отвезли во дворец, чтобы, как это было принято, передать королеве для образования. Образованием принцессы Рампхаипханни занималась её тётя, королева Саовабха бонгшри, супруга короля Чулалонгкорна. С тех пор она жила в королевской резиденции, во дворце Дусит.
После смерти короля Чулалонгкорна в 1910 году Рампхаипханни переехала в Большой дворец, где она училась в Королевской школе, созданной королевой Саовабха. В этот период она стала очень близка к своему двоюродному брату, младшему сыну королевы Саовабха, принцу Прачадипоку. В 1917 году, после завершения учёбы за границей и традиционного периода монашества, принц Прачадипок и принцесса Рампхаипханни сочетались во дворце Бангпаин.

## Королева
В 1925 году король Вачиравуд умер, не оставив наследника (его единственная дочь, Петчарат Ратшасуда родилась на день раньше до смерти отца). Согласно закону престол должен перейти к следующему родственнику короля по мужской линии, в данном случае к младшему брату. Муж принцессы Рампхаипханни взошёл на престол под именем короля Рама VII, а она получила соответствующий титул королевы-консорта Сиама. Прачадипок отказался от полигамии. И король и королева в молодости получили современные европейские образованиями. После того, как они унаследовал трон, они приступили к модернизации института монархии, копируя европейское платье и обычаи.
Король и королева провели большую часть своего времени вдали от Бангкока, предпочитая курортный город Хуахин в провинции Прачуапкхирикхан, где они построили дворец под названием Клай Кангвон (тайск. วัง ไกล กังวล, Klai Kangwon, «далеко от забот»). Именно здесь в июне 1932 года, королевская чета встретила революцию, организованную Народной партией (тайск. คณะราษฎร), который требовала реформировать страну, упразднить абсолютную монархию и ввести конституцию. Король Рама VII, и ранее выступавший за принятие конституции, согласился с требованиями революционеров и изъявил желание остаться на троне как конституционный монарх.
В 1933 году король и королева выехали в Европу, где Прачадипоку предстояла глазная операция в Англии. Несмотря на большое расстояние король продолжал бороться с правительством в Бангкоке, с помощью писем и телеграмм. Конфликт произошёл из-за того, что правительство отказалось признать древнее право короля на помиловании. Устав от борьбы с Кхана Ратсадон, Рама VII 2 марта 1935 года решил отречься от престола. Его преемником стал его племянник Ананда Махидол. После отречения супруги обосновались в Англии, в графстве Суррей.

## Жизнь в изгнании

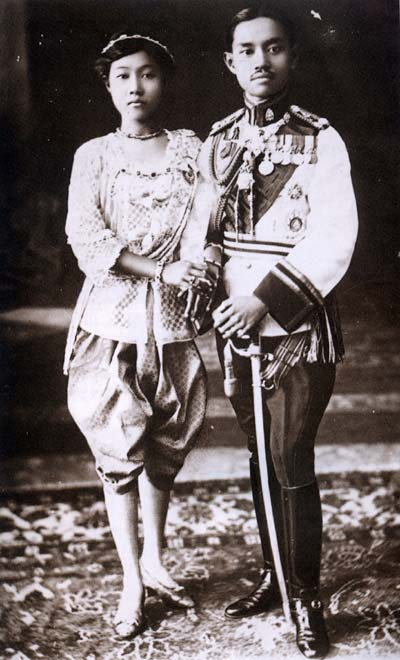
Королева и ее муж, король Праджадхипока (Рама VII)

Со временем пара переехала в деревню Бидденден в районе Ашфорд графства Кент, где вела мирную жизнь, утром работая в саду утром, а во второй половине дня король писал свою автобиографию. В 1938 году королевская чета вновь переехала, в деревню Верджиния-Уотер округа Раннимейд графства Суррей. У пары не было детей, но они усыновили малолетнего сына одного из умерших братьев Прачадипока. Пасынок, принц Jirasakdi, впоследствии служил в лётчиком-истребителем Королевских ВВС во время Битвы за Британию и погиб в 1942 году.
Спасаясь от бомбардировок Люфтваффе в 1940 году, пара снова переехала, сначала в небольшой дом в графстве Девон, а затем в Поуис, Уэльс, где бывший король перенёс сердечный приступ. Король Прачадипок умер от сердечной недостаточности 30 мая 1941 года.

## Лидер сопротивления

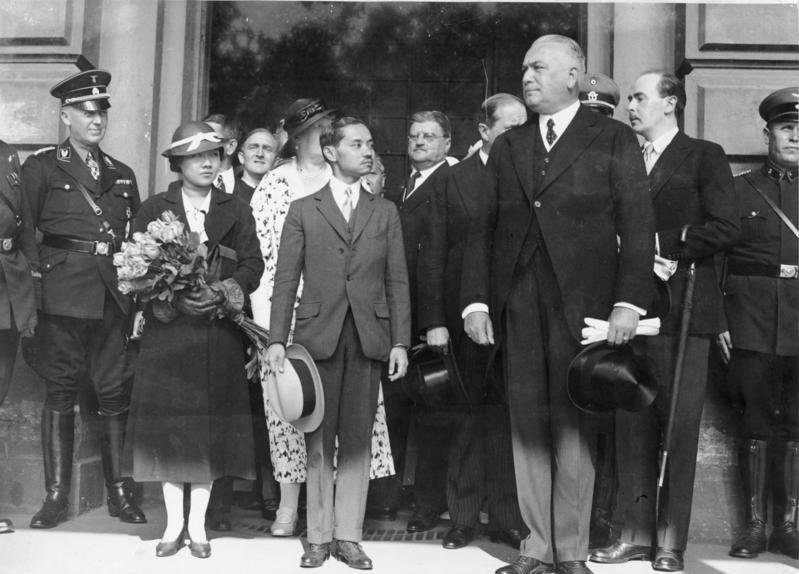
Король Рама VII и королева Рампхаипханни в Берлине.

После смерти супруга, Рампхаипханни стала более активно участвовать в политике. В декабре 1941 года Японская империя оккупировали Таиланд. Японское правительство вынудило таиландское правительство объявить войну Великобритании и США. Тайский посол в Вашингтоне Сени Прамот, отказавшийся подчиняться прояпонским властям в Бангкоке, при поддержке правительство США создал движение «Свободный Таиланд». Среди членов движения были тайские эмигранты и беженцы, дипломаты, студенты, обучавшиеся за рубежом, представители тайского офицерства (будущий маршал авиации Ситти Саветсила и контр-адмирал Сангвара Суванначип), будущие премьер-министры Тави Бунъякет и Приди Паномионг. В движение вошли и многие члены королевской семьи.
Не являясь официальным членом движения «Свободный Таиланд», Рампхаипханни, так же как и её брат, ясно выразила свои симпатии к антияпонскому сопротивлению и использовала свои связи, чтобы помочь единомышленникам. Бывшая королева оказывала помощь движению за счёт сбора средств и лоббирования.

## Возвращение и смерть
В 1949 году власти Таиланд официально пригласили Рампхаипханни вернуться в страну, привезя с собой пепел короля. После возвращения она выполняла различные обязанности от имени нового короля, Пумипона Адульядета. Остаток своей жизни Рампхаипханни провела во дворце Сухотай, который некогда был официальной резиденцией её мужа. Она умерла в 1984 году в возрасте 79 лет и была кремирована.